# Hallennes-lez-Haubourdin
Hallennes-lez-Haubourdin är en kommun i departementet Nord i regionen Hauts-de-France i norra Frankrike. Kommunen ligger i kantonen Lomme som tillhör arrondissementet Lille. År 2022 hade Hallennes-lez-Haubourdin 4 739 invånare.

## Befolkningsutveckling
Antalet invånare i kommunen Hallennes-lez-Haubourdin
| Referens: INSEE |